# 狸缚
狸缚（日语：狸縛り、たぬき縛り），是捆绑方式的一种，即将对象的双手双脚绑在一起（一个支撑物或支撑点），或是将左手与左脚绑在一起，右手与右脚绑在一起。该捆绑方式最初来源于捕获狸猫时对其捆绑的方法。